# Echanella funerea
Echanella funerea är en fjärilsart som beskrevs av George Thomas Bethune-Baker 1908. Echanella funerea ingår i släktet Echanella och familjen nattflyn. Inga underarter finns listade i Catalogue of Life.